# 이기순 (여성학자)
이기순은 대한민국의 여성가족부 차관에 재직하였다.

## 출신 학교
- 송곡여자고등학교
- 고려대학교 사학과 학사

## 경력
- 정무장관(제2)실 사무관
- 1998.06 여성특별위원회 사무관
- 2001.02 여성부 권익기획과장, 서기관
- 2008.09 ~ 2009.02 여성부 권익증진국장
- 2009.02 여성부 여성경제위기대책추진단 단장
- 2010.02 중앙공무원교육원 교육 파견
- 2011.02 여성가족부 청소년가족정책실 가족정책관, 이사관
- 2011.11 ~ 2013.05 여성가족부 여성정책국장
- 2013.05 ~ 2015.02 여성가족부 대변인
- 2015.02 ~ 2016.07 여성가족부 여성정책국장
- 2016.07 여성가족부 기획조정실장, 관리관
- 2017.09 ~ 2018.11 여성가족부 청소년가족정책실장
- 2018.11 ~ 2021.12 제10대 한국청소년상담복지개발원 이사장
- 2022.03 충남대학교 인문대학원 초빙교수
- 2022.05 ~ 2023.12: 여성가족부 차관
- 2022.05 ~ 2023.12 저출산고령사회위원회 운영위원회 정부위원
- 2024.01 ~ 국민의힘 입당
- 2024.03 ~2024.04: 제22대 국회의원선거 국민의힘 세종선거대책위원회 공동선거대책위원장
- 2025.05 ~2025.06: 제21대 대통령 선거 국민의힘 김문수 대통령 후보 세종 선거대책위원회 공동선대위원장
- 2025.05~2025.06: 제21대 대통령 선거 국민의힘 김문수 대통령 후보 직속 여성총괄위원장

| 전임 김경선 | 제13대 여성가족부 차관 2022년 5월 13일 ~ 2023년 12월 27일 | 후임 신영숙 |